# Maurice Maréchal (tambourinaire)
Pour les articles homonymes, voir Maurice Maréchal et Maréchal.
Maurice Maréchal, né à Marseille le 17 novembre 1934, où il est mort le 18 décembre 2014, est un tambourinaire et un compositeur provençal. C'est l'un des principaux rénovateurs du galoubet-tambourin en Provence.

## Biographie
Maurice Maréchal s'est vu confier les archives musicales d'Alexis Mouren, grand tambourinaire de la fin du XIXe siècle. Elles constituent un fonds historique de première importance pour la connaissance du répertoire des tambourinaires anciens (elles sont aujourd'hui au Musée du Terroir Marseillais de Château-Gombert, au Museon Arlaten, et dans des collections particulières).
Ancien élève d'Honoré Jouven, interprète, collectionneur, il joue un grand rôle dans la redécouverte des instruments provençaux. Son article À propos du Tambourin, paru dans la revue « Folklore de France » en 1957, trace un chemin pour redonner aux tambourinaires le niveau musical et technique de leurs devanciers : enseignement, examens, publications de répertoire etc. Et Maurice Maréchal, secrétaire-fondateur de la Commission du Tambourin, œuvre alors en ce sens , collaborant à la création de l'examen de tambourinaire organisé par la Fédération Folklorique Méditerranéenne, ou bien coécrivant la Méthode Élémentaire de Galoubet-Tambourin avec Maurice Guis et René Nazet en 1964. Il est membre des Musiciens de Provence et de l'Académie du Tambourin. Il compose également : ses nombreuses pièces font la liaison entre pratiques de concert et pratiques populaires, et en ce sens illustrent parfaitement la vie musicale des anciens tambourinaires. Elles ont été publiées par l’Académie du Tambourin (3 volumes).
Le trentième festival du tambourin d'Aix en avril 2015 s'est ouvert sur un concert en sa mémoire.